# Grootzand 3-5
Grootzand 3-5 is een dubbel woon/winkelpand aan het Grootzand te Sneek.
Alhoewel de gebouwen voor wat betreft uiterlijk behoorlijk verschillen zijn ze in één bouw gerealiseerd en ook ontworpen door een en dezelfde architect Geert Stapenséa. De gebouwen zijn slechts gedeeltelijk gemeentelijk monument. Het uiterlijk van de begane grond is in de loop der jaren zodanig gerenoveerd, dat zij "buiten de monumentstatus" zijn gehouden.
De panden werden na oplevering in gebruik genomen als drogisterij (nr. 3) en tabakswinkel (nr. 5). De drogisterij, de plaatselijk bekende drogisterij Meindersma breidde vervolgens na een grote verbouwing uit en slokte de ruimte van nummer 5 op. De drogisterij verhuisde naar elders in de stad en sindsdien wisselt het gebruik binnen het winkel/kantoorsegment. In 2017 is de gehele begane grond in gebruik bij een reisbureau.

## Grootzand 3
Grootzand 3 is het grootste van de twee gebouwen. Het kent drie bouwlagen en een zadeldak. Voorts kent het gebouw drie raamgangen. Op de eerste etage is in de middelste raamgang een erker toegepast. Onder de erker is een sierwerk aangebracht bestaande uit rode en gele betegeling. Op de tweede etage is op de erker van de eerste etage een klein balkon aangebracht met siersmeedwerk als afscheiding en balkondeuren. Alle ramen zijn rechthoekig en worden afgesloten door een gesegmenteerd bovenlicht. Het middenraam van de erker heeft echter als enige een boogvormige bovenkant, die doorwerkt in het bovenlicht. De linker en rechter ramen op de tweede etage zijn geplaatst onder segment- of ontspanningsbogen, waaronder een bakstenen siermotief. De bovenkant van het pand wordt gevormd door een tuitgevel met daarboven weer een boogconstructie. Bij dit ruit is het grote ruit rechthoekig en het bovenlicht is rond uitgesneden gesegmenteerd. Onder dat ruit bevindt zich een rood-geel kruis (een verwijzing naar de drogisterij). Het gebouw kent grote oppervlakken aan baksteen terwijl aan de randen van het gebouw van natuursteen zijn. Het wordt omscherven als een gebouw in nieuw-historiserende stijl.

## Grootzand 5
Grootzand is het kleinste gebouw van de twee. Het gebouw bestaat uit twee etages (1 winkel- en 1 woonetage), waarboven een zolderetage onder een zadeldak. De gevel geeft onder dat zadeldak een chaletachtig uiterlijk. Het is slechts een travée breed. Het raam op de eerste etage wordt benadrukt door een daarboven aangebracht segment- of ontlastingsboog van rood- en geel baksteen, waaronder siertegelwerk met rood en geel en een sluitsteen boven en aan de zijkanten. De boogvorming is verder doorgevoerd in het chaletachtig dak. Onder die houten afdak bevinden zich drie ruiten, die gezamenlijk een halve cirkel vormen, maar onderbroken worden door metselwerk. Boven die ramen bevindt zich opnieuw een boog bestaande uit twee kleuren baksteen, onder de ramen bevindt zich een lijst bestaande uit diezelfde kleuren. De puntgevel draagt nog enig siersmeedwerk in de vorm van een kroon.   